# Odontoxiphidium
Odontoxiphidium is een geslacht van rechtvleugeligen uit de familie sabelsprinkhanen (Tettigoniidae). De wetenschappelijke naam van dit geslacht is voor het eerst geldig gepubliceerd in 1901 door Morse.

## Soorten
Het geslacht Odontoxiphidium  is monotypisch en omvat slechts de volgende soort:
- Odontoxiphidium apterum (Morse, 1901)